# Quinta de Barbosa

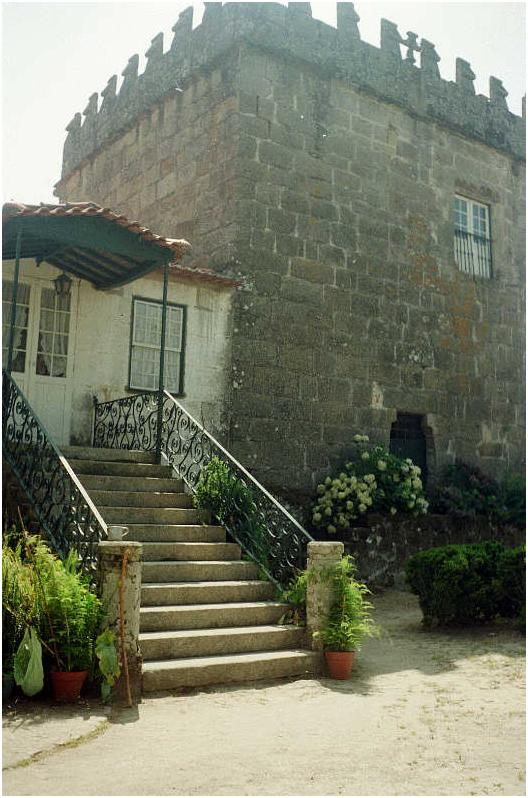

L'actual Quinta (vil·la) de Barbosa formava part d'una antiga honra, dotada d'autonomia jurisdiccional, del segle xii al XIX. S'hi troba la torre també anomenada Barbosa, un dels més antics testimoniatges d'arquitectura militar medieval de Portugal. Segons el cronista jesuïta del segle xvii, Fernão de Queiroz, el governador de Ceilan i virrei de l'Índia, Jerónimo de Azevedo (c. 1560 - 1625), nasqué a la vil·la de Barbosa.

## Origen
La tradició addueix l'any 866 com el de la construcció d'una primitiva estructura militar en aquest indret, durant la donació del llogaret de Bordalo, feta per Alfons III d'Astúries al comte Hermenegild.
La primera referència segura al monument data del segle xii, en el regnat d'Alfons I, quan la terra de Penafiel pertanyia a Mem Moniz de Ribadouro (c. 1075 - 1154), germà d'Egas Moniz, noble a qui s'atribueix la construcció d'un palau fortificat al lloc. Per testament, la propietat passa a la seua filla, Teresa Mendes i, per casament d'aquesta, a Sancho Nunes de Barbosa, el primer noble que empra aquest nom a Portugal i l'existència del qual es deu a l'alteració del topònim.

## Arquitectura
De la torre romànica no ha subsistit cap testimoniatge material. L'aspecte actual de la torre medieval data de mitjan segle xiv i, posteriorment, de dues reformes realitzades en els regnats de Joan I i de Manuel I. El conjunt edificat -la torre, la casa, l'antiga Casa del Municipi, la presó, la creu de terme i la capella del Menino do Deus- va tenir diverses evolucions constructives al llarg dels segles, i passà de torre militar a casa noble rural, i ha tingut funcions defensives, administratives, jurisdiccionals i religioses.

## L'honrafins al final delseglexv
En el període des de la fundació, en la primera meitat del segle XII, fins a la primera meitat del XIV la torre i casa (de Barbosa) pertanyia a la família de Mem Moniz (la casa medieval de Riba Douro), i es perdé el rastre dels propietaris durant la segona meitat d'aquest segle.

### Del llinatge dels Riba Douro a la família Sousa
L'honra -propietat independent en què s'exercien poders jurisdiccionals i administratius- sorgeix després en la possessió d'Inês de Sousa (nascuda prop del 1385 i morta entre 1449 i 1451), filla de Martim Afonso de Sousa, 2n senyor de Mortágua, denominat "el de la Batalla Real", i de la seua dona i cosina, Maria de Sousa o de Briteiros, neta de Gonçalo Anes de Briteiros. Aquests Briteiros eren descendents dels primitius senyors de l'honra de Barbosa. Inês de Sousa es casà amb Pedro Peixoto, alcaid de Sabugal i senyor de Gouveia de Riba Tâmega.
Pedro Peixoto vengué el senyoriu de Gouveia de Riba Tâmega a Fernão Gonçalves de Miranda, del consell d'Alfons V i marit de Branca de Sousa (filla d'Afonso Vasques de Sousa, "el Cavaller", i cosina germana de la referida Inês de Sousa). Fernão Gonçalves de Miranda comprà també l'honra de Barbosa a la dona d'aquest Pedro Peixoto, la referida Inês de Sousa.(5)
El 1462 n'hi ha nous registres, i la propietat la deté el referit Fernão Gonçalves de Miranda, casat amb Branca de Sousa.
Els hereus d'aquest casament vengueren els dominis de Gouveia do Tâmega i Barbosa, l'any 1473, a Fernão de Sousa, que esdevingué el 1r senyor de Gouveia en la família dels Sousa, i també senyor de l'honra de Barbosa.(5)
Fernão de Sousa era fill de Martim Afonso de Sousa, senyor de la Torre o Castelo de Santo Estevão, i net de l'altre Martim Afonso de Sousa, 2n senyor de Mortágua, "el de la Batalla Real", abans esmentat. Era nebot d'Inês de Sousa i cosí nebot de Branca de Sousa.
Així, al llarg del segle XV l'honra de Barbosa pertangué a tres membres de la família Sousa, començant per Inês de Sousa, el besavi de la qual, Gonçalo Anes de Briteiros, tenia llaços d'ascendència familiar amb els primitius senyors, de la casa de Riba Douro.

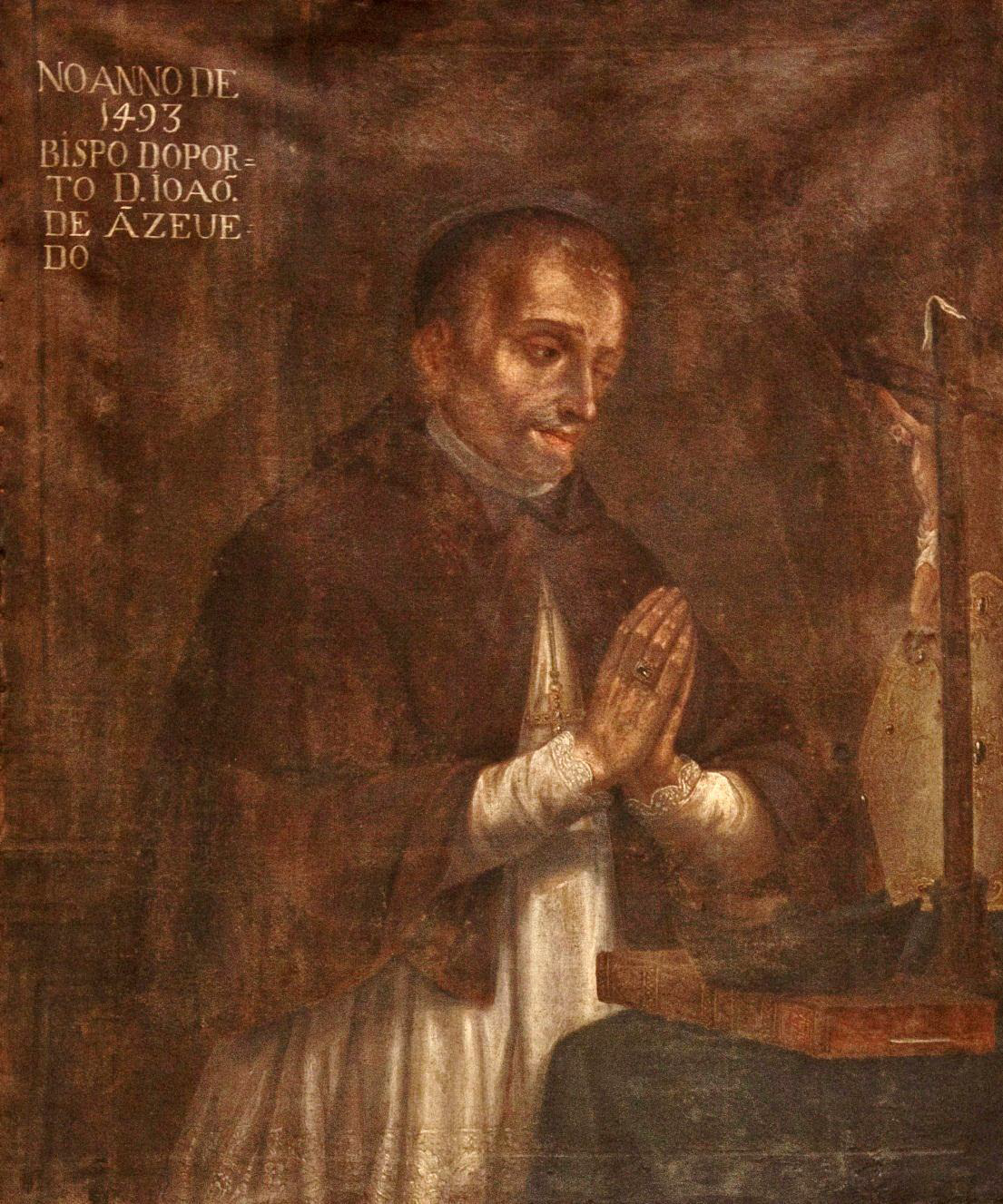
Joan de Azevedo (c. 1430 - 1517), bisbe de Porto de 1465 a 1495. Va tenir fills naturals amb Joana de Castro, senyora de l'honra de Barbosa, i la possessió de lhonra passaria a la seua descendència

## Del segle XVI al XIX
Els primers anys del segle xvi, la possessió d'aquesta propietat passa a Joana de Castro, filla del casament de Fernão de Sousa amb Mécia de Castro, filla del 1r comte d'Atouguia.(4) Una sentència de Manuel I, datada del 10 de gener de 1503, ordena a Joana de Castro cessar certs abusos que haurien estat per ella practicats contra els residents de l'honra d'Ataíde, a Santa Cruz de Riba Tâmega i de l'honra de Barbosa, a Penafiel de Sousa, de la qual Joana era propietària.

### La carta règia del 29 de maig de 1543
Joana de Castro (c. 1460 - c. 1532) va tenir 6 fills amb el 31è bisbe de Porto, Joan de Azevedo, entre aquests Manuel de Azevedo (c. 1486 - 16 de gener de 1578), que fou successor de l'honra de Barbosa, per carta règia de Joan III, del 29 de maig de 1543. També era comanditari dels monestirs de Bustelo i Alpendurada i pare d'almenys 12 fills, entre els quals el màrtir jesuïta Inácio de Azevedo i el capità general de Sri Lanka i virrei de l'Índia portuguesa, Jerónimo de Azevedo.
Segurament la transmissió del senyoriu de l'honra de Barbosa, per successió en línia femenina, des del segle XII fins al segle xvi, seria: del llinatge de Mem Moniz a la família Briteiros, després a la família Sousa i finalment a la família Athayde Azevedo Malafaya.(4)
La plausibilitat d'aquesta hipòtesi és confirmada per la carta règia que confirma el senyoriu de Barbosa a Manuel de Azevedo, doncs Joan III hi afirma que "l'honra [de Barbosa] era molt antiga d'abans del rei Dionís" i que "els avantpassats [de Manuel de Azevedo] van tenir sempre en aquesta jurisdicció civil i criminal".

### La propietat de Barbosa i Ataíde (1559)
Manuel de Azevedo, després de confirmat en la propietat, fa testament, atorgat el 17 de setembre de 1559, en què institueix una hisenda, deixant així l'herència, incloent-hi els dominis de Barbosa i Ataíde, les vil·les dels quals donaven en l'època una renda anual de 100.000 reals cadascuna, a un altre dels seus fills, Francisco de Ataíde i Azevedo (c. 1554 - 11.05.1619).(10)
Aquest últim i els seus descendents heretarien, per casament, en tres generacions successives, diverses antigues hisendes, que se sumarien a la de Barbosa i Ataíde. El vincle instituït per Urraca Lourenço da Cunha l'any de 1269, el vincle instituït el 1574 per Francisca de Magalhães (besneta de Diogo Câo i besneboda de Fernão de Magalhães), els senyorius, del segle XII, de les viles d'Aguieira i Mourisca (dels Castro Alcoforado) i la hisenda de Valbom -d'una branca de la baronia de la família dels Brito i Nogueira- i la capella de Lopo de Brito i Maria de Alcáçova Carneiro, en representació dels Silva, alcaides de Campo Maior i Ouguela.
Respecte a l'honra de Barbosa, continuaria en possessió dels descendents de Francisco de Ataíde i Azevedo fins al 1834, mentre que la propietat de la vil·la i torre de Barbosa quedaria en una branca de la família Ataíde Azevedo i Brito Malafaia fins a l'actualitat.
Aquesta família va exercir així, fins a la tercera dècada del segle xix, poders judicials i administratius a la regió compresa per l'honra de Barbosa (que tenia una àrea de 6 km², o al 1527, o al 1700, segons l'historiador António Manuel Hespanha), segons documents de l'arxiu de la casa, que relaten aquestes activitats jurisdiccionals fins a la seua extinció, amb l'abolició final dels senyorius a Portugal, el 1834.(11)